# Sandra Glover
Sandra Danice Cumming-Glover, ameriška atletinja, * 30. december 1968, Palestine, Teksas, ZDA.
Nastopila je na poletnih olimpijskih igrah leta 2000, kjer se je uvrstila v polfinale teka na 400 m z ovirami. Na svetovnih prvenstvih je v isti disciplini osvojila srebrno medaljo leta 2003 in bronasto leta 2005.